# Шер (департамент)
Вижте пояснителната страница за други значения на Шер.
Шер (на френски: Cher) е департамент в регион Център-Вал дьо Лоар, централна Франция. Образуван е през 1790 година от части на старите провинции Бери, Бурбоне и Ниверне. Площта му е 7235 км², а населението – 308 891 души (2016). Административен център е град Бурж.